# Yak-18 (航空機)

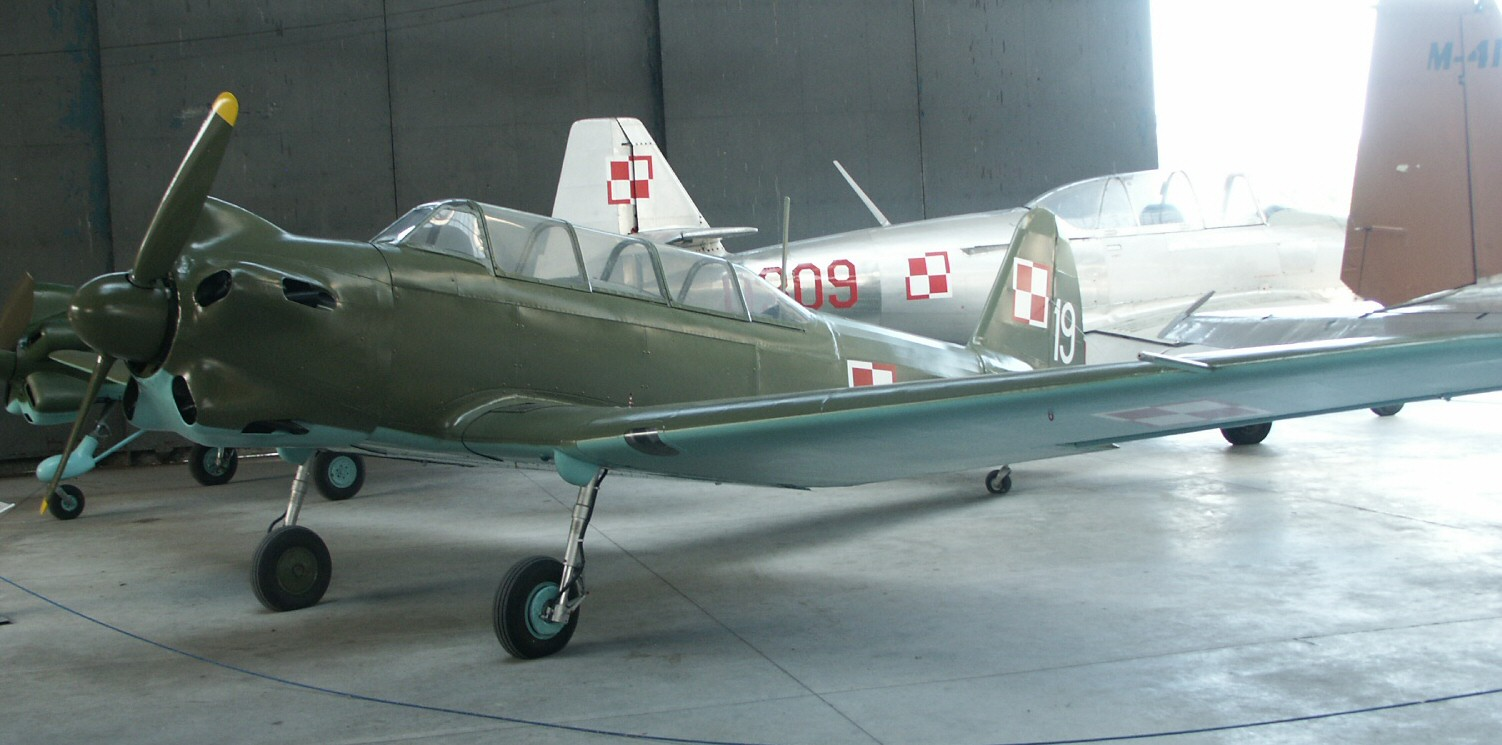
Yak-18

Yak-18（ISO表記:Jak-18；ロシア語:Як-18ヤーク・ヴァスィムナーッツァチ）は、ソ連のヤコヴレフ設計局で開発された複座の練習機で、NATOコードネームは「マックス」 (Max)。

## 概要
UT-2MVから発展した機体で、試作機は1946年に初飛行。広範な試験の結果、翌年に生産が承認され、ワルシャワ条約機構軍の標準練習機となったほか、冷戦後は曲技飛行の訓練機として西側諸国にも販売された。また、朝鮮戦争では朝鮮民主主義人民共和国軍によってPo-2に代る夜間攻撃機としても使用された。ソ連の民間型Yak-18は、1949～54年までの間国際航空連盟認定の世界記録を多数樹立している。
引き込み式となった降着装置は当初は尾輪式だったが、のちにジェット機時代の到来に合わせて前輪式となった。曲技飛行用の単座型も開発されたほか、アエロフロート航空用の練習機として開発された最終型Yak-18Tはコックピットを拡大して複列複座の4座となり、ほとんど別設計の機体になっている。
中華人民共和国ではCJ-5（初教五型）としてライセンス生産された。また、改良型のYak-18Aによく似た後継機のCJ-6（初教六型）は、Yak-18の機体構造を全金属化しM-11エンジンを新型のものに換装した機体である。
21世紀が到来する2001年までという非常に長期間の製造が行われ、ライセンス生産分も含めると半世紀以上の間に8,434機が製造された。また、本機をベースにした機体としてはCJ-6のほか、Yak-50(en)やYak-52が存在する。

## 派生型

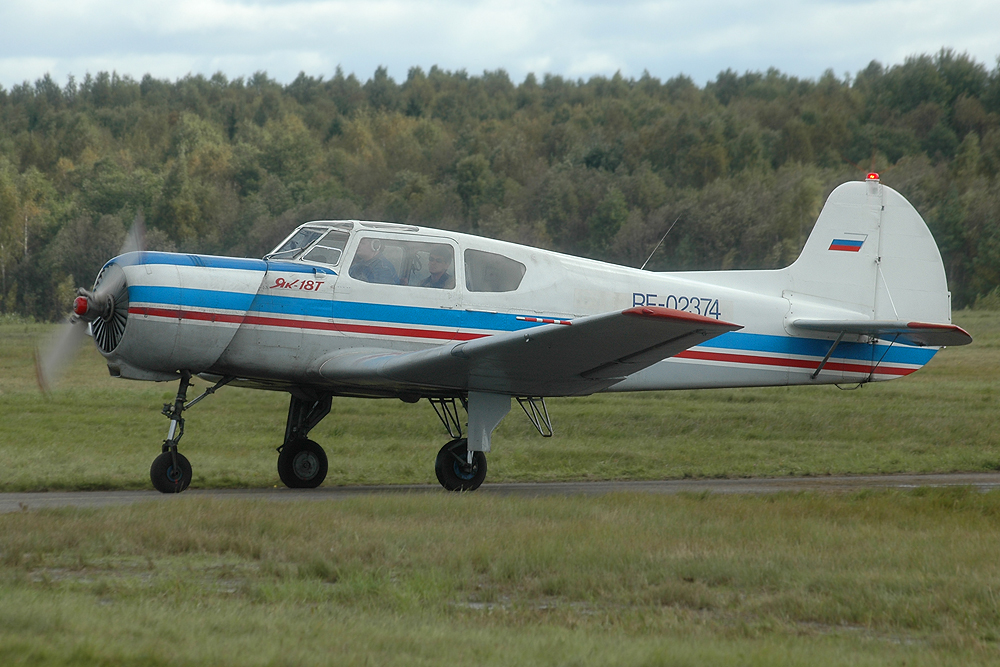
Yak-18T

Yak-18
最初の量産型。エンジンは160馬力のシュヴェツオフ M-11FR。
Yak-18U
前輪式の降着装置を初めて採用。1954年に初飛行し、少数が量産された。

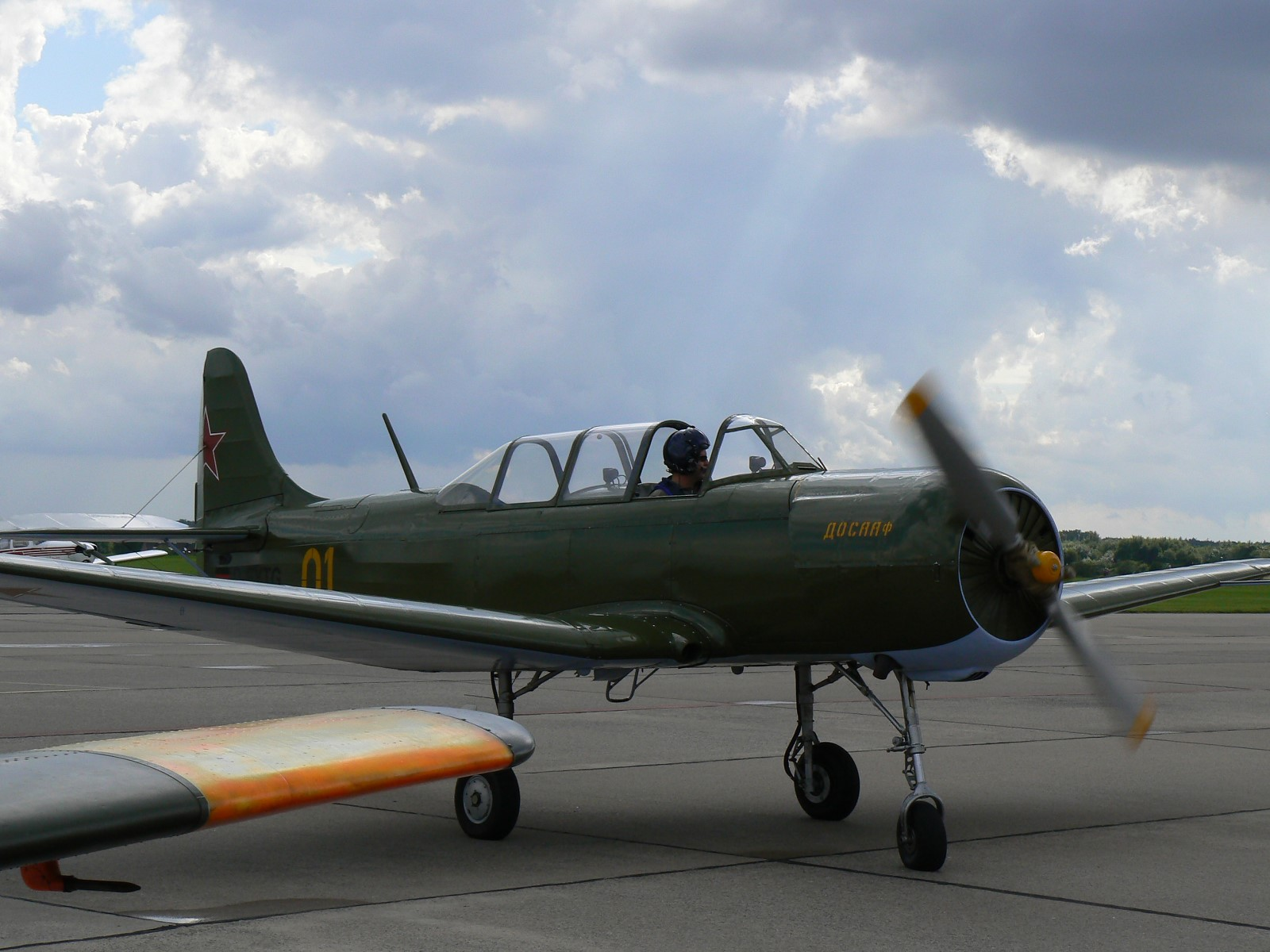
Yak-18A
1957年にYak-20の名称で試験された型。Yak-18Uのエンジンを260馬力のイフチェンコ AI-14Rに変更、構造の強化、主翼の拡大、尾翼の設計変更、燃料タンクの容量増加などの多くの改良が盛り込まれた。多数が量産され、1967年に生産終了。
Yak-18P
1959年に開発された、曲技飛行用の単座型。多くの国際曲技飛行競技会に参加して、優秀な成績を収めている。
Yak-18PM
Yak-18Pの発展型で、300馬力のAI-14RFエンジンを搭載し、コックピットを後方へ移すなどの改良が行われた。モスクワのツシノ飛行場で行われた1966年の国際チャンピオンシップで優勝している。
Yak-18PS
Yak-18PMと同様の機体だが、尾輪式の降着装置を備える。1969年に初飛行。
Yak-18T
コックピットを拡大して4座とした軽旅客輸送機型。練習機、郵便または貨物輸送機、航空救急医療機としても製造された。1964年に設計が開始され、1974年から引き渡し開始。

## 採用国
アフガニスタン王国
 アルバニア
 アルジェリア
 アルメニア
 オーストリア
 ブルガリア
ブルガリア空軍が運用。退役済み。
 カンボジア
 中国
 チェコスロバキア
 キューバ
 東ドイツ
 エジプト
 ギニア
 ハンガリー
 イラク
 クメール共和国
 ラオス
 リトアニア
 モルドバ
2023年時点で、モルドバ空軍が1機のIAK-18T（ルーマニア製Yak-18）を保有している。
 マリ
 モンゴル
 北朝鮮
 ポーランド
 ルーマニア
 ソマリア
 ソビエト連邦
 シリア
 沿ドニエストル共和国
 トルクメニスタン
 ベトナム
 イエメン
 ザンビア

## 要目(Yak-18A)
- 乗員：2名
- 全長：8.35 m (27 ft 5 in)
- 全幅：10.60 m (34 ft 9 in)
- 全高：3.35 m (11 ft 0 in)
- 翼面積：17.8 m2 (191 ft2)
- 空虚重量：1,025 kg (2,255 lb)
- 最大離陸重量：1,320 kg (2,904 lb)
- エンジン：イフチェンコ AI-14R 星型エンジン(260 hp) × 1
- 最大速度：300 km/h (187 mph)
- 航続距離：700 km (436 miles)
- 実用上昇限度：5,060 m (16,596 ft)